# Oostendemanifest

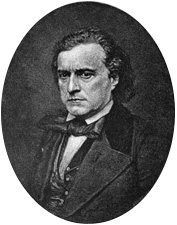
Pierre Soulé, de drijvende kracht achter het Oostendemanifest

Het Oostendemanifest (Engels: Ostend Manifesto) was een document dat geschreven werd in 1854. Het omschreef de beweegredenen van de Verenigde Staten om Cuba van Spanje over te kopen en maakte duidelijk dat de Verenigde Staten de oorlog zouden afkondigen indien Spanje dit zou weigeren. De annexatie van Cuba stond reeds lange tijd op de verlanglijst van Amerikaanse expansionisten, vooral dan op het moment dat de Verenigde Staten zich naar het zuiden richtten na de toetreding van Californië tot de unie. Niettemin was het land diplomatisch tevreden gesteld. Het eiland kon in Spaanse handen blijven zolang het niet overgedragen werd aan een sterkere mogendheid zoals Groot-Brittannië of Frankrijk. Het Oostendemanifest is een voortvloeisel uit de discussies met betrekking tot de slavernij in de Verenigde Staten, de Manifest Destiny en de Monroedoctrine. Het stelde een ommekeer voor in het buitenlandse beleid waarbij het gebruik van geweld werd gerechtvaardigd om Cuba aan te vallen met het oog op nationale veiligheid.
Tijdens de ambtstermijn van Amerikaans president Franklin Pierce eisten expansionisten uit het zuiden dat Cuba moest toetreden als een slavenstaat. Door het effect van de Kansas-Nebraska Act werd de regering echter onzeker over de wijze waarop er moest worden verdergegaan. Op aanraden van Amerikaans minister van Buitenlandse Zaken William L. Marcy had de Amerikaanse ambassadeur in Spanje Pierre Soulé een ontmoeting met de Amerikaans ambassadeur in Groot-Brittannië James Buchanan en de Amerikaanse ambassadeur in Frankrijk John Y. Mason in de Belgische kuststad Oostende om de materie te bespreken. De boodschap die er uit voortkwam werd opgesteld in het Duitse Aken en verstuurd in oktober 1854. Het verduidelijkte de redenen waarom het kopen van Cuba door de Verenigde Staten voordelig zou zijn voor alle belanghebbenden. Het verklaarde ook dat de Verenigde Staten "het recht had" om het eiland uit Spaanse handen "te wringen" indien Spanje het weigerde te verkopen. Tot ongenoegen van Marcy hield de flamboyante Soulé de ontmoetingen niet geheim wat voor ongewenste reclame zorgde in zowel Europa als in de Verenigde Staten. In het steeds veranderende politieke klimaat van 1854 vreesde de regering de politieke repercussies van het bekendmaken van de inhoud van de boodschap. De druk vanwege journalisten en politici bleef echter steeds toenemen.
Vier maanden na het opstellen van het bericht werd het volledig gepubliceerd op vraag van het Huis van Afgevaardigden. Onder de naam "Oostendemanifest" (Ostend Manifesto) werd het in de noordelijke staten en Europa onmiddellijk aan de kaak gesteld. Het werd een collectieve kreet voor het noorden tijdens de gebeurtenissen die later met de term Bleeding Kansas zouden bestempeld worden. De ongewenste politieke effecten waren tevens een belangrijke tegenslag voor de regering van Franklin Pierce waardoor elke mogelijkheid voor de annexatie van Cuba ontnomen werd tot na de Amerikaanse Burgeroorlog. Terwijl het Oostendemanifest nooit van de grond kwam, zou de Amerikaanse interesse voor de regio pas aan de oppervlakte komen in de jaren 1870. Dit leidde dan uiteindelijk tot de onafhankelijkheid van Cuba.